# آدا کلانجلی
آدا کُلانجلی (ایتالیایی: Ada Colangeli؛ ۵ مارس ۱۹۱۳ – ۲۹ فوریهٔ ۱۹۹۲) هنرپیشه اهل ایتالیا بود.
از فیلم‌ها یا برنامه‌های تلویزیونی که وی در آن نقش داشته‌است می‌توان به چهار قدم در ابرها، نان، عشق و رؤیاها، دختر خوشگل رم، دوهمسری و مزاحم اشاره کرد.